# O lo haces tú o lo hago yo
«O lo haces tú lo hago yo» es el tercer sencillo de la cantante y compositora mexicana Dulce María, el cual se desprende de su segundo álbum de estudio Sin Fronteras. El sencillo fue lanzado a la venta el 28 de mayo de 2014. El tema fue escrito por la intérprete conjuntamente a Francisco Oroz y Dahiu Rosenblatt, y producida por Carlos Lara. La canción pertenece al género pop latino. Después de su lanzamiento, recibió críticas positivas de la prensa que elogió el ritmo y la temática feminista de ésta; sin embargo comercialmente obtuvo un desempeño moderado.
El vídeo musical, dirigido por Paco Ibarra, fue lanzado en 19 de septiembre de 2014, a través de la cuenta de la cantante en el Vevo.

## Composición, lanzamiento y recepción crítica
"O lo haces tú lo hago yo" fue escrita por la propia Dulce María conjuntamente a Francisco Oroz y Dahiu Rosenblatt, y fue producida por Carlos Lara. Contenida en el segundo álbum de estudio de la cantante, Sin Fronteras, la música fue lanzada como tercero y último single del disco en 28 de mayo de 2014. La canción pertenece al género pop latino influenciada por el synthpop sobre el empoderamiento femenino, cuyas letras hablan de que las mujeres pueden tener una actitud iniciativa ante los hombres.
La elección del sencillo fue a través de sugerencias de fanes de Dulce María en las redes sociales; principalmente por medio de la cuenta oficial de la artista en Twitter. Fue presentado oficialmente por la cantante durante un showcase en México, el 21 de mayo de 2014, y tuvo una buena aceptación por la mayoría de los fanes.
Después del lanzamiento de Sin Fronteras, la música recibió críticas positivas de la prensa. Leo Almeida, del portal Busterz, elogió los versos alegres y contagiantes que contenía la canción y el valor que toma el feminismo en la letra de esta. El editor del SivesTV dijo que la canción junto a "Cementerio de los Corazones Rotos" y "Girando En Un Tacón" "representan las raíces del pop latino dentro del disco, un pop maduro, alegre y contemporáneo."

## Posicionamiento
Comercialmente, "O Lo Haces Tú Lo Hago Yo" no consiguió hacer un impacto significativo en las paradas musicales, obteniendo un desempeño moderado. El single llegó al 116.º lugar del Monitor Latino, parada oficial de México, mientras que se posicionó en la 37ª posición de las canciones pop de dicha lista. En la tabla Billboard Mexican Airplay, el rango entró en la vigésima séptima colocación.
|                                    | \| Listas (2014) \| Mejor posición \| \| ---------------------------------- \| -------------- \| \| México (Billboard Mexican Airplay) \| 27[1] \| \| México (Monitor Latino) \| 116[2] \| \| México (Monitor Pop) \| 37[3] \| |
| Listas (2014)                      | Mejor posición |
| México (Billboard Mexican Airplay) | 27 |
| México (Monitor Latino)            | 116 |
| México (Monitor Pop)               | 37 |

## Vídeo musical
En julio, Dulce María publicó en su cuenta oficial de Instagram algunas imágenes de la grabación del videoclip del tema, el cual se estrenó el día 19 de septiembre en su canal VEVO.

## Histórico de lanzamiento
| País  | fecha              | Formato                      |
| ----- | ------------------ | ---------------------------- |
| Mundo | 8 de abril de 2014 | Download digital / Streaming |
| Mundo | 28 de mayo de 2014 | Rádio                        |

## Ligaciones externas
- Videoclipe de "O Lo Haces Tú o Lo Hago Yo" en Vevo